# Gunhed
Gunhed (jap. ガンヘッド Ganheddo) – japoński fantastycznonaukowy film akcji z 1989 roku w reżyserii Masato Harady.

## Fabuła
W 2005 roku na azjatyckiej małej wulkanicznej wyspie 8JO firma Cybortech buduje pierwszy samowystarczalny kompleks przemysłowy służący do rozwoju robotyki. Przez następne 20 lat wyspa jest zarządzana przez wysoce zaawansowany system sztucznej inteligencji, Kyron-5, który uznaje ludzkość za niepotrzebną i buntuje się przeciw niej. Aby stłumić powstanie Kyrona-5, sprzymierzone mocarstwa wysłały batalion robotów bojowych GUNHED. Batalion zostaje pokonany przez Aerobota chroniącego Kyrona-5. Zapada decyzja, by zostawić 8JO w spokoju.
Na początku lat 30. XXI wieku nowy minerał o nazwie texmexium umożliwia kontrolę nad światem opartą na superkomputerach nowej generacji. Ze względu na strach przed niewłaściwym użyciem, texmexium jest strzeżony w obiektach hipernuklearnych, które zasilają każde większe miasto. Równocześnie następuje na świecie wyczerpywanie się surowców potrzebnych do stworzenia superkomputerów, przez co cena ich chipów przewyższa wartość złota i daje początek nowego rodzaju szabrowników, którzy pomimo niebezpieczeństw szukają fortuny poprzez nabywanie i sprzedaż części komputerowych. W 2038 roku ekipa takowych szabrowników pod kapitanem Bansho przybywa na 8JO, należącą do stref zakazanych, by pozyskać tamtejsze chipy komputerowe.
Boomerang i Boxer monitorują sytuację w pobliżu Mary Ann, statku szabrowników, podczas gdy reszta załogi kieruje się w głąb Kyrona-5. W czasie eksploracji ruin przypadkowo uruchamiają wciąż czynny system obronny Kyrona-5. Zautomatyzowana obrona zabija Boxera i Boomerang na lądowisku, a potem Bansho i Barabbasa w windzie. Brooklyn, Babe i Bombbay przeżywają atak i wpadają na sierżant Nim z Teksańskiej Straży Powietrznej. Wyjaśnia, że w Dallas Bio-Roboty 3. typu zbuntowały się i jeden z nich wykradł fiolkę texmexium dla Kyrona-5, a ona była na misji wytropienia go. Jej helikopter uległ zniszczeniu, a jej wspólnik zginął w akcji. Cała czwórka kooperuje, eksplorując wnętrza Kyrona-5. Podczas kolejnego ataku robotów ginie Bombbay.
Pozostali przy życiu docierają do kopuły będącej rdzeniem Kyrona-5, gdzie znajduje się fiolka texmexium otoczona kadzią z płynnymi chemikaliami. Zostają zaatakowani przez Bio-Robota, lecz odpierają atak. Bebe zamierza pozyskać texmexium dla swej grupy, lecz nieopatrznie ginie wpadając do kadzi. Prowadzi to do spięcia z Brooklynem, który oskarża Nim o bycie służbistką. Oboje napotykają Aerobota, przed którym uciekają wpadając głębokiego zsypu. Brooklyn i Nim zostają ocaleni przez dwójkę dzieci ludzi z ekipy technicznej – Siódemka i niemą Jedenastkę. Są oni jedynymi ocalałymi ludzkimi mieszkańcami 8JO po buncie Kyrona-5. Drogę powrotną na lądowisko uniemożliwiają bariery energetyczne. Nim zamierza się posłużyć dziećmi, by przez rdzeń Kyrona-5 dostać się na lądowisko mimo obiekcji Brooklyna.
Maszerując przez cmentarzysko robotów Brooklyn znajduje szczątki GUNHED. Widząc działający mechanizm zamierza użyć robota, sądząc że jego silnik jest sprawny. Korzystając ze swoich umiejętności mechanika, Brooklyn włącza komputer zastępczy GUNHED. Dowiaduje się, że Kyron-5 jest w pełni aktywny i 13 lat temu  w przerwał walczyć z ludźmi, aby poczekać na zakończenie opracowywania przez nich texmexium, którego stworzenie dawno przewidział i zamierza użyć do globalnej dominacji. Zaczyna się odliczanie, po czym słowo-hasło uaktywni program dający władzę Kyronowi-5. Brooklyn nie chce jednak stanąć za sterami GUNHEAD z powodu klaustrofobii, przez którą został wydalony z wojska i dlatego trafił do ekipy Bansho.
Nim, skupiwszy się na swej misji, w towarzystwie Jedenastki rozstaje się z Brooklynem. Nagle Brooklyna atakuje Bebe, która wskutek chemikaliów stała się Bio-Robotem. Brooklyn ostrzega przez radar Nim i wspólnie umawiają się na spotkanie przy kopule. Brooklyn i Siódemek naprawiają zniszczony przez Bebe silnik GUNHED. Tymczasem Bebe atakuje Nim i Jedenastkę i odzyskuje texmexium, aby wspomóc plan Kyrona-5. Brooklyn przezwycięża swoją fobię i osobiście pilotuje GUNHED, starając się dotrzeć kopuły. Musi się spieszyć, gdyż w głównej wieży rozpoczyna się proces regeneracji texmexium i Kyron-5 zmieni się w reaktor nuklearny. Z pomocą GUNHED Brooklyn jest w stanie usunąć różne śmiercionośne przeszkody i obronę Kyrona-5.
Siódemek udaje się do kopuły na własną rękę i jednoczy się z Nim i Jedenastką. GUNHED i Brooklyn stają do nierównej walki z Aerobotem. Brooklyn ucieka z niszczonej maszyny i ustawia część działającej broni, dzięki czemu ręcznie strzela do Aerobota i niszczy go na dobre. Nim zdaje sobie sprawę, że Kyron-5 umieścił w Jedenastce specjalny kod aktywacyjny. Nim interweniuje i uniemożliwia jej uruchomienie kodu. Babe chce wszystkich zatrzymać, lecz jej ludzka świadomość decyduje się na samobójstwo wysadzając granat w środku Bio-Robota. Kyron-5 aktywuje sekwencję samozniszczenia, by zdetonować 8JO. Zniszczony GUNHED aktywuje swoje dopalacze, by opóźnić Kyrona-5. Daje to Brooklynowi, Nim i dzieciom wystarczająco czasu na ucieczkę i w porę odlatują na pokładzie Mary Ann, nim 8JO ulega destrukcji. GUNHED przesyła Brooklynowi ostatnią wiadomość, że jego batalion zakończył swoją misję.

## Obsada
- Masahiro Takashima – Brooklyn
- Brenda Bakke – sierż. Nim
- Eugene Harada – Siódemek
- Kaori Mizushima – Jedenastka
- Aya Enjōji – Bebe
- Jay Kabira – Bombbay
- Brewster Thompson – Barabbas James
- Mickey Curtis – kpt. Bansho
- Doll Nguyen – Boomerang
- Yōsuke Saitō – Boxer
- Randy Reyes – Gunhed (głos)
- Michael Yancy – Narrator (głos)

## Produkcja

### Przygotowanie i scenariusz
W 1984 roku premierę miał Powrót Godzilli, będący rebootem serii filmów o Godzilli i stał się najbardziej dochodowym japońskim filmem tego roku. Pomimo tego, że zarabiając 2,89 mld jenów był najbardziej kasowym japońskim filmem w tamtym czasie, Tōhō miało nadzieje na lepszy wynik. Rok później Tomoyuki Tanaka, producent serii zapowiedział kontynuację, jednak był sceptyczny, ponieważ Powrót Godzilli zagranicą przyniósł Tōhō niewielkie korzyści finansowe, a porażka amerykańskiego King Kong żyje (1986) utwierdziła go w przekonaniu, że nie ma widowni na filmy monster-movies. Zmienił zdanie, gdy amerykańska Krwiożercza roślina (1986) odniosła sukces.
Jesienią 1985 roku Tōhō i Tanaka ogłosili konkurs na kolejną część opowieści o Godzilli, a wygrany miał stać się podstawą do scenariusza Godzilla 2. Spośród z ok. 5 tys. uczestników komisja, w której w skład wchodzili Tanaka, przewodniczący Tōhō Isao Matsuoka, rysownik i animator Osamu Tezuka, scenarzysta Chiaki Kawamata i Baku Yumemakura oraz krytyk i filmowiec Mitsutoshi Ishigami, wybrała pięć finalistów – jednym z nich był Amerykanin James Bannon, którego zarys scenariusza opowiadał o tym, jak w niedalekiej przyszłości Godzilla mierzy się z niezwykle zaawansowanym systemem komputerowym, który wykorzystuje własne mechanizmy obronne, aby powstrzymać potwora. Godzilla musi pokonywać co kolejne ogromne maszyny, by dostać się do centralnego komputera. Ostatecznie laureatem konkursu został dentysta Shinichirō Kobayashi, którego projekt o walce Godzilli z mutantem Biollante stworzonym przez biotechnologię przerodził się w Godzilla kontra Biollante (1989), jednak pomysł Bannona spotkał się z zainteresowaniem Tōhō.
Wieloletni scenarzysta filmów kaijū-eiga Shinichi Sekizawa na polecenie Tanaki rozwinął zarys w scenariusz pt. Gojira Densetsu Asuka no Yōsai (jap. ゴジラ伝説 アスカの要塞, pol. Godzilla: Legenda Fortecy Asuka). Według niego Godzilla w 2000 roku został uziemiony w Rowie Japońskim, a w międzyczasie naukowiec, dr Yasuto Ito stworzył nową superbroń Asuka Fortress, superkomputer zbudowany w celu obrony Japonii przed wszystkimi zagrożeniami. Premier Japonii zamierza użyć Asuka Fortress do wymuszenia „pokoju na świecie”, ale zamiast tego on i jego gabinet stają się pierwszymi ofiarami komputera, który po uzyskaniu samoświadomości chce zlikwidować życie na Ziemi. Zdając sobie sprawę, jak rozpaczliwa stała się sytuacja, grupa techników komputerowych i naukowców, którzy pomogli zbudować fortecę, prowadzona przez człowieka o imieniu Syn Niebios, uwalnia Godzillę z jego podwodnego więzienia, by walczyć z superbronią. Asuka Fortress rozpoznaje Godzillę jako jedyną istotę zdolną ją zniszczyć i przeciw niemu wysyła skonstruowanych przez siebie kilka robotów. Gdy potwór dociera do samego superkomputera, która ma przewagę, dopóki Syn Niebios i jego przyjaciele nie infiltrują go i dezaktywują od wewnątrz. Po tym i ewakuacji ludzkich bohaterów Godzilla niszczy Asuka Fortress. Przez wiele lat fani na Zachodzie sądzili, że scenariusz Gojira Densetsu Asuka no Yōsai napisano pod koniec lat 70. w ramach prób przywrócenia Godzilli na ekrany w związku z osobą scenarzysty i bardziej heroiczną postawą Godzilli. Wówczas wiadomo było, że ta historia miała dotyczyć buntowniczej frakcji japońskiego rządu, a Godzilla musi stawić czoła świadomemu robotowi.
Scenariusz powstał równolegle z produkcją Godzilli kontra Biollante i są spekulacje, że był to rozważany jako kanwa do Godzilla 3. Wtedy też powstała trzecia wersja scenariusza, gdzie zmieniono nazwę Asuka Fortress na „Big Boy” i bezzałogowego helikoptera na „Light Boy”. Dodano również dysk zwiadowczy o nazwie „Miracle Boy”, wielkiego robota o nazwie „Titan” i łódź o nazwie „Salamander”. Na pewnym etapie zdecydowano się zrezygnować z jakiegokolwiek udziału Godzilli i stworzyć samodzielny film niezwiązany z kinem typu kaijū.

### Casting
Prócz japońskich aktorów wystąpili zagraniczni aktorzy. Na planie podczas kręcenia każdy z aktorów używał swego języka ojczystego, tj. japońskiego i angielskiego.

### Realizacja
Pierwszym reżyserem miał być Kazuhiko Hasegawa, lecz zrezygnował na etapie przygotowań. Zatrudniono w jego miejsce Masato Haradę, który spędził lata w Stanach Zjednoczonych na kręceniu filmów i miał doświadczenie w filmami science fiction przy tworzeniu japońskich wersji językowych Imperium kontratakuje (1980) i Powrotu Jedi (1983) z Gwiezdnych wojen. Harada prócz reżyserii napisał ostateczny scenariusz, do którego do pomocy zaprosił scenarzystę Hiroshiego Kashiwabarę. W opinii Kashiwabary scenariusz nie działał zbyt dobrze, więc przerobił 20% scen akcji, żeby były stylistycznie podobne do Obcego – decydującego starcia (1986). Reżyserem efektów specjalnych został Kōichi Kawakita.
Film zrealizowano we współpracy Tōhō Eiga i studia animacji Sunrise, specjalizującym się w anime typu mecha, m.in. Kidō Senshi Gundam. Za projekty maszyn odpowiadał Shōji Kawamori, projektant specjalizujący się w robotach anime, gdyż producent chciał, by maszyny były realistyczne i nie bazowały na ludzkiej sylwetce. Ogawa Modeling Group, sformowana przy produkcji Pożegnanie Jupitera (1984), była odpowiedzialna za makiety i modele.
Makiety i rekwizyty GUNHED nadzorował Hiromichi Izumi. Wykonano również pełnowymiarowy model GUNHED o szkielecie z żelaznych rur i powłoce wykonanej z FRP wielkości 6,12 metrów, którego rozmiar Izumi żartobliwie skomentował: „Myślę, że gdybyśmy umieścili tego Gunheda na pasie startowym w Yokota Air Base lub na amerykańskim lotniskowcu stacjonującym w Yokosuka, bardzo zdenerwowałoby to Kreml”. Model ten wykorzystano w niewielu ujęciach i mimo obecności kół, był nieruchomy. Jedynie w niewielu miejscach miał specjalny silnik na ruszanie ramionami i głową do niezbędnych ujęć. Koszt modelu w skali 1:1 wynosił 1 mln jenów. Prócz tego stosowano model o długości 90 cm, w skali 1:8, który był szeroko stosowany podczas kręcenia zdjęć. Do scen, w których GUNHED transformował się wykonano trzy modele w skali 1:8 – jeden w wersji wyprostowanej, drugi w formie czołgu oraz trzeci sterowany zdalnie do przejść w czołg. Dodatkowo Noboyuki Yasamaru stworzył kostium w skali 1:3 noszony przez aktora o ograniczonym ruchu.
Do ukazania „Mary Ann” stworzono 60-centymetrowy model, który w zależności od ujęcia był zawieszony na strunie fortepianowej lub zatwierdzony prętem na potrzeby scen przy użyciu blue boxu. Zbudowano pełnowymiarowy dziób i kokpit Mary Ann. Zbudowano tylko dziób samolotu i kokpit.
Projekt Aerobot opracował Shōji Kawamori, a następnie przerobił Kōichi Kawakita. Finalne szkice wykonało Studio Ox, a następnie sfinalizowane przez scenografa ds. efektów specjalnych filmu, Tetsuzō Ōsawę z Tōhō Eizō Bijutsu. Do przedstawienia Aerobota wykonano zdalnie sterowany 2-metrowy model w skali 1:3. Wieżę Matkę zaprojektował Kawamori, a po nim Yūji Kaida zatrudniony do filmu jako jeden z malarzy dorysówek. Obiekt przedstawiono przy użyciu domalówek i wyciętych ze stali szablonów.
W związku japońskimi restrykcjami dot. broni palnej uniemożliwiającymi stosowanie prawdziwej broni na planie filmowym, wykonano repliki autorstwa ilustratora Masahisy Suzukiego według projektu pisarza powieści przygodowych i byłego członka US Army Special Forces, Hisayoshiego Takumy.

### Postprodukcja
Ujęcia animacji do stworzenia efektów laserów i broni palnej wykonał Keita Amemiya. W związku z tym, że obsada była międzynarodowa i przez to produkcja była dwujęzyczna, w wydaniu kinowym wszystkie kwestie angielskie zostały okraszone napisami. 25 listopada 1992 roku Gunhed został zmontowany i skrócony do 92 minut podczas pierwszej emisji telewizyjnej w telewizji TBS. W wyniku oceny, że powyższe specyfikacje nie nadają się do naziemnej transmisji w czasie prime time, wszystkie anglojęzyczne fragmenty, w tym narracja, zostały zdubbingowane na język japoński pod nadzorem Keiko Tody. Wszyscy japońscy aktorzy ponownie nagrali swe dialogi w celu uzyskania lepszej jakości dźwięku, a niektóre kwestie zmieniono, aby były wyraźniejsze. Harada z powodu nieporozumienia nie został poinformowany o zmianach dialogów i tuż przed emisją zadzwonił telefonicznie z protestami. Telewizja desperacko wyjaśniła swoje intencje i tym samym uzyskała zgodę Harady.
Z kolei na potrzeby rynku anglojęzycznego kwestie japońskich aktorów zdubbingowano na angielski w Hongkongu pod nadzorem angielskiego reżysera dubbingowego Rika Thomasa, który w tym filmie użyczył głosu Bansho.

## Promocja
28 listopada 1988 roku odbyła się konferencja prasowa w hotelu Teikoku w Osace, gdzie pierwszy raz zaprezentowano model GUNHED w skali 1:10, który potem był używany tylko do celów reklamowych. Gunhed promowano jako pierwszy film fantastycznonaukowy typu tokusatsu przedstawiający bezprecedensową „zabawę gigantycznego robota w pomieszczeniu”. W momencie premiery był reklamowany jako „pierwszy w historii film fabularny o gigantycznym robocie”, a logu plakatu towarzyszył slogan „Dare mo mita koto no nai senjō” (jap. 誰も見たことのない戦場, pol. Pole bitwy, którego nikt nigdy nie widział).
Film został zaadaptowany jako gry komputerowe; jako Blazing Lazers wydany na konsolę PC Engine w 1989 roku oraz jako Gunhed: The New Battle wydany na konsolę Famicom w 1990 roku.

## Premiera
Japońska premiera kinowa Gunhed odbyła się 22 lipca 1989 roku. Na Filipinach film został wydany jako Killer Tank 17 grudnia 1992 roku. Został wydany w Wielkiej Brytanii w 1994 roku. 30 listopada 2004 roku Gunhed został  wydany w Stanach Zjednoczonych przez ADV Films zarówno w z angielskim dubbingiem, jak i w formacie z napisami . W Polsce został wydany przez Vision na kasety VHS w 1991 roku.

## Odbiór
Derek Elley w recenzji dla Variety napisał, że film był „pochodną filmów Ridleya Scotta i Jamesa Camerona” i opisał go jako „przedobrzony” krytykując „tandetny dialog”, „niefachowe f/x” i „mdły pop-synthowy soundtrack”, zwracając jednocześnie uwagę na „dobrą pracę modelów”. Elley doszedł do wniosku, że w Gunhed „Sprawy nabierają tempa w ciągu ostatnich pół godziny, co ostatecznie dostarcza akcję bez żadnych większych niespodzianek”.
Na podstawie retrospektywnych recenzji Donald C. Willis napisał o filmie w swojej książce Horror and Science Fiction Film IV, wyszczególniając, że Gunhed jest „ekstremalnym filmem akcji / spektakularnych efektów” z „efektem w sekundowym tempie i Obcym, zagubionym w technologia wyczuwającym interakcje międzyludzkie”. Brytyjski magazyn Time Out określił film jako „nieprzenikniony tosh (przynajmniej w wersji angielskiej)”.

## Odniesienia w kulturze popularnej
- Fragmenty zostały wykorzystane w teledysku do utworu Mindphaser kanadyjskiej elektroindustrialnej grupy muzycznej Front Line Assembly[39].
- Gunhed i Brooklyn występują jako zawartość do pobrania w grze Super Robot Wars X-Ω, wydanej w 2015 roku na system iOS Android, taktycznej serii gier fabularnych Super Robot Wars firmy Bandai Namco Entertainment[40].